# Steingletscher
Steingletscher – lodowiec o długości 4 km (2005 r.) i powierzchni 6,06 km² (1973 r.).
Lodowiec położony jest w Alpach Urneńskich w kantonie Berno w Szwajcarii.